# Бергер, Давид Марк
Давид Марк Бергер (англ. David Mark Berger; 24 июня 1944, Шейкер-Хайтс, Огайо — 6 сентября 1972, Мюнхен) — израильский тяжелоатлет. По профессии юрист. Один из 11 членов олимпийской сборной, погибших во время теракта на Олимпийских играх в Мюнхене.
С 1962 по 1966 год изучал психологию в Тулейнском университете. На третий год своего обучения стал чемпионом NCAA в категории 148 фунтов. Степень магистра экономики (англ. Business economics) получил в Колумбийском университете, где позже защищал диссертацию по юриспруденции.
Принимал участие в Маккабиадах: в 1965 году завоевал бронзовую медаль, а в 1969 году — золотую. В 1970 году переехал в Израиль. После окончания добровольной службы в армии хотел работать адвокатом в Тель-Авиве. В 1971 году спустя завоевал серебряную медаль на Азиатских играх. В 1972 году попал в олимпийскую сборную Израиля. На Играх в Мюнхене не прошёл отбор, но остался, чтобы поддержать свою команду. Позже был взят в заложники и после взрыва гранаты, брошенной террористами, погиб от отравления газом.
Похоронен в своём родном городе.

## Образ в кино
- «Мюнхен» / «Munich» (Франция, Канада, США; 2005) режиссёр Стивен Спилберг, в роли Давида — Лайор Перел.